# ゆっくり実況
ゆっくり実況（ゆっくりじっきょう）とは、音声合成ソフトを使用したゲーム実況や車載などの動画である。

## 概要
「棒読みちゃん」「SofTalk」などのAquesTalkを利用した音声合成ソフトを使うゲーム実況や車載などの動画。
これらの音声は、アスキーアート (AA) が元となったキャラクター「ゆっくりしていってね!!!」から「ゆっくり」と呼ばれる。ニコニコ動画やYouTubeでは人気のジャンルとなっており、その他の動画サイトや、テレビ東京の『モヤモヤさまぁ〜ず2』や映画『青鬼』の予告編でも同様の手法が用いられている。ゆっくりの声を用いてゲームなどの実況動画を投稿する動画投稿者のことをゆっくり実況者といい、実況されるゲームはMinecraftからマリオカートシリーズ、Apexまで多岐にわたる。またゆっくり実況者を専門とせずとも、動画内でゆっくりの仕組みを利用する配信者も多く存在する。
AquesTalkの他にも、VOCALOID、VOICEROID、UTAU、CeVIOなどによる同様の手法で動画を作成する者もいる。

## 作成方法
主な方法として、ゆっくりMovieMakerやnicotalkなどのソフトを使用し、音声や立ち絵、字幕などを作成し、それにAviutlで細かい編集を加え、動画として出力する、という方法が挙げられる。

## 出来事
2022年5月24日に、ゆっくり茶番劇の商標登録に対し、ドワンゴがゆっくり実況を商標登録出願をしたが、2023年2月7日に出願が拒絶された。